# Kienitz Vilmos

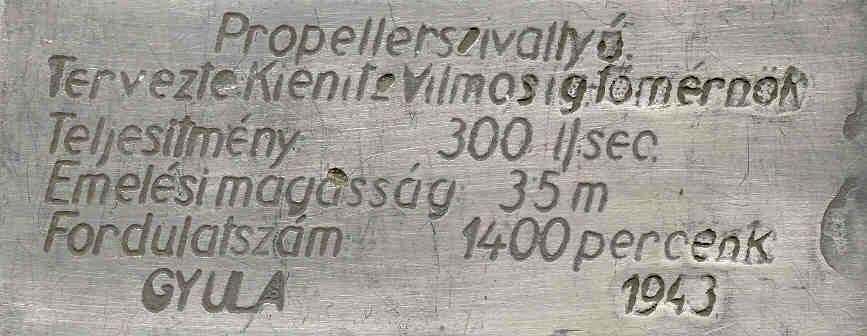
Korabeli szivattyú felirat

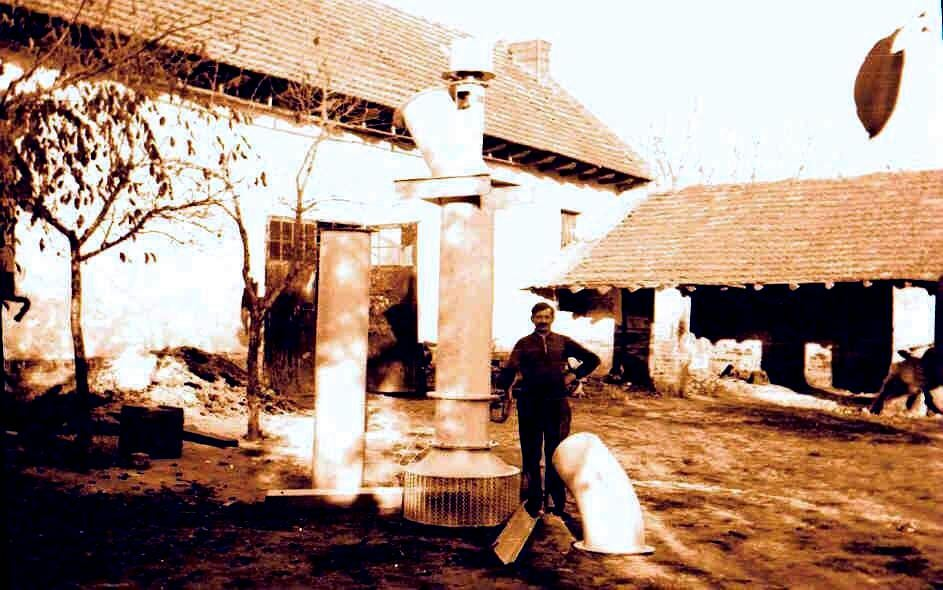
Kienitz Vilmos az általa tervezett szivattyúval

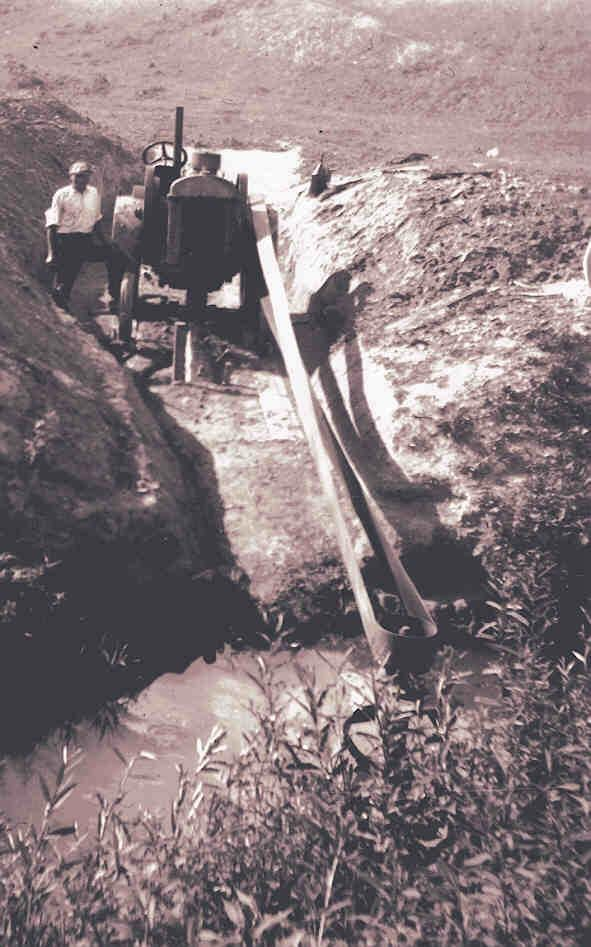
Kienitz szivattyú működés közben

Kienitz Vilmos (Alsószeli, 1889. október 14. – Gyula, 1959. május 19.) gépészmérnök; vízgép-szerkesztő; öntözési szakember. Édesapja uradalmi ügyintéző volt. Nős, felesége, Nagy Gabriella általános iskolai tanár. Gyermekei: Vilmos és Gábor, mindketten vízépítő mérnökök lettek, utóbbi - az apai indíttatásból kiindulva - az MTA Vízgazdálkodás-tudományi Bizottsága tagja is volt.

## Iskolái
Budapesten, majd Szegeden járt gimnáziumba, végül a temesvári piarista gimnáziumban érettségizett 1907-ben. 1912-ben a Budapesti Műszaki Egyetem gépészmérnöki karán államvizsgázott.

## Munkahelyei
2 hónapig Pestszentlőrincen a Lipták-féle gépgyárban dolgozott szerkeztőmérnökként, 1912 ápriliától két évig a Körös-Tisza-Marosi Ármentesítő Társulat mérnöke volt, majd a Temesvári Vízműveknél volt napidíjas mérnök. Háromévi katonaság és frontszolgálat után 1919.februá 1-től 1932-ig a Alsó-Fehér-Körösi Ármentesítő Társulatnál szakaszmérnök, 1948-ig igazgató, főmérnök. A vízügyek államosítása után a hivatalt többször átszervezték. 1948-tól a Gyulai Vízgazdálkodási Körzetnél kultúrmérnöki csoportvezető. 1953.október 1-tól az újonnan megalakult Gyulai Vízügyi Igazgatóság főmérnöke 1955. július 1-ig, majd ugyanitt 1956 végéig - nyugdíjazásáig - műszaki szakértő.

## Szakmai tevékenységei
Az öntözés elterjesztésében elévülhetetlen érdemeket szerzett. Nevéhez fűződik a Körös-völgyi öntözések fejlesztése, a belvízproblémák megoldása. A Kienitz-féle szivattyúk és szivattyúállások saját találmányai, melyeket az 1930-as években tervezett és 1935-ben publikált.
Fáradhatatlanul harcolt a hitelek megszerzéséért, a pénzeszközök takarékos felhasználásáért. Az 1930-as években a Békés Megyei Takarékpénztári Egyesület Felügyelő Bizottságának, az 1940-es évek elején a Takarékpénztár Igazgatóságának tagja volt.
Külön fejezetet jelentettek munkájában az 1925., 1932., 1939. és az 1940. évi rendkívüli árvízvédekezések, és ugyanezen években, valamint az 1941. és 1942. években folytatott rendkívüli belvízvédekezések irányítása, majd 1956. és 1957. évi kora nyári rendkívüli belvízvédekezések szakmai segítése. Szerette a fiatalokat, segítette, nevelte őket, munkatársai szakmai véleményét gyakran kikérte, igényelte. A működési terület minden zugát ismerte. Nem csak gépészmérnöknek, de vízépítőnek is kiváló volt, az alkalmazott kutatást is igényelte, gyakorolta.

## A Kienitz szivattyú

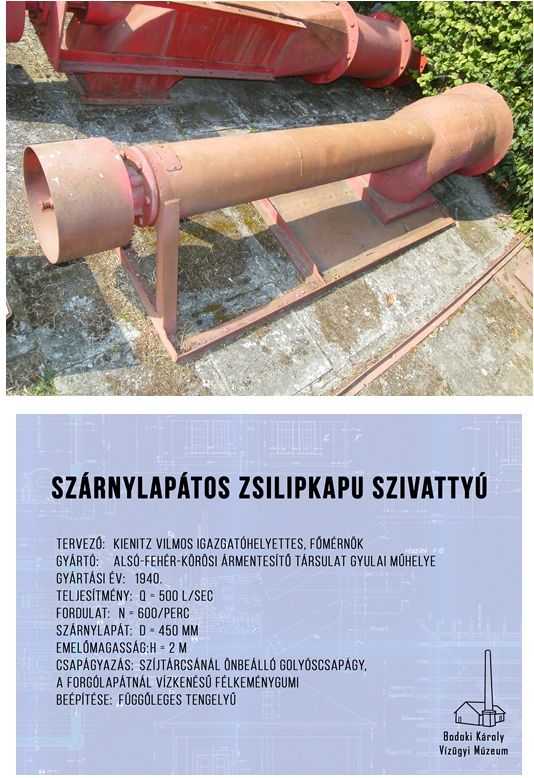
Szárnylapátos zsilipkapu szivattyú

Mezőberényben, Hosszúfokon 1974 óta Bodoki Károly Vízügyi Múzeum működik,ahol a vízügyi múlt emlékei láthatóak.1976-ban kültéri kiállítással bővült a tárlat, mely szivattyúkat, s más vízgépészeti berendezéseket mutat be. Itt található két szivattyú is az 1940-es évekből, amely a Kienitz Vilmos nevéhez köthető. 
A szivattyú adatai a következők: 
Tervező: Kienitz Vilmos igazgatóhelyettes, főmérnök
Gyártó: Alsó-Fehér-Körösi Ármentesítő Társulat Gyulai Telepe
Gyártási év: 1940
Teljesítmény: Q=500 L / sec
Fordulat: N=600 / min
Szárnylapát: D=500 mm 
Emelőmagasság: H=2 m
Csapágyazás: szíjtárcsánál önbeálló golyóscsapágy, a forgólapátnál vízkenésű félkemény gumi
Beépítése: függőleges tengelyű

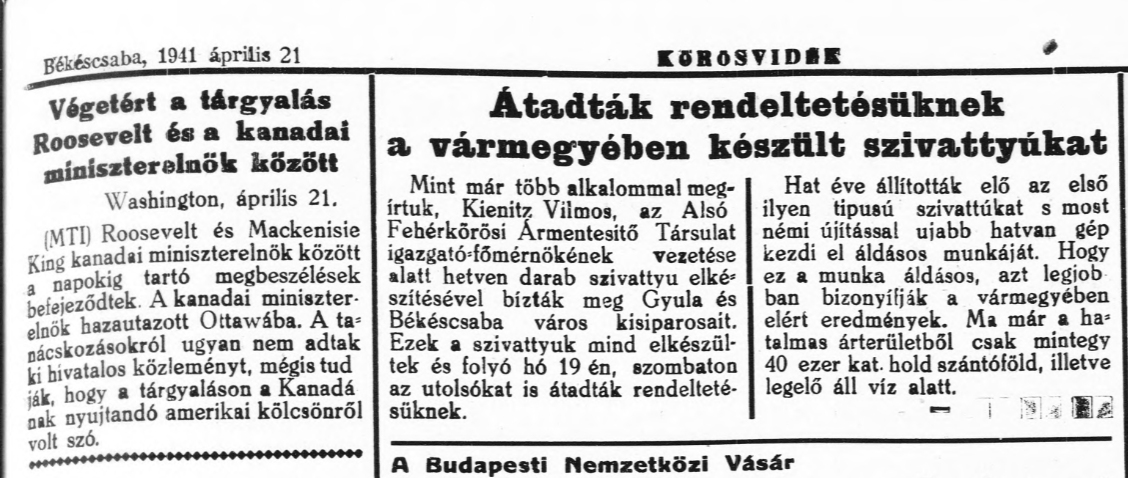
Korabeli újságcikk a szivattyú átadásáról (Körösvidék 1941.04.21.)

A szivattyú átadásáról újságcikk is készült.

## Elismerései, társadalmi tevékenysége
Hivatalos elismerést nem kapott. Az 1948-ban felajánlott minisztériumi vezetői állást nem fogadta el. Gyulán maradt, távol a látványos szereplésektől, osztályidegennek minősítve, "csak" jó munkával, szaktudása kamatoztatásával politizált, a vízügy iránt mindenkori segítőkészséggel és elkötelezettséggel. 1942-ben a Békés vármegyei Repülő Egyesület igazgatójává választották. Születésének centenáriumán a Körös-vidéki Vízügyi Igazgatóság Gyulán ünnepi előadóüléssel emlékezett meg munkásságáról.
Kienitz Vilmos Gyulán hunyt el. Emléktáblája a Dózsa György utca 22. szám alatti ház falán található.  
Hogy élete és munkássága ne merüljön feledésbe, erről a Bodoki Károly Vízügyi Múzeum Baráti Kör is gondoskodik, akiknek tagjai a múlt értékeinek megőrzését önkéntes, szervezett formában vállalták és űzik már 2009. óta.